# Sant Roc de l'Argilaga
Sant Roc és una església al nucli urbà de l'Argilaga (Tarragonès) inclosa a l'Inventari del Patrimoni Arquitectònic de Catalunya. L'antiga església datava de la primera meitat del segle xvi. Tenia una sola nau, més llarga que l'actual, però no tan ampla. Era situada al mateix indret. Fou totalment destruïda durant la Guerra Civil. L'actual temple fou bastit amb l'aportació de tot el poble, que suposà el 75% de totes les despeses, la resta es cobrí amb ajudes oficials.
Església de tres naus, la central més elevada que les laterals i dividida per tres arcs faixons amb finestrals laterals de vidres de colors (que il·luminen l'església, ja que queden per damunt de l'alçada de les naus laterals); una cornisa clàssica ressegueix tot l'edifici per sota la volta, donant-li unitat; a l'entrada hi ha un esvelt cor sobre un arc escarser; el presbiteri és elevat tres graons i separat de l'absis per un arc triomfal, revestit en la part central per marbre de color; la semicúpula de l'absis és decorada amb pintures de Pau Valls (dels anys 70); cal esmentar també els quadres de Modest Dalmau, de 1947, del baptisteri (treballà també a l'església de La Secuita).
La façana, rematada per una àmplia cornisa amb frontó, és dividida horitzontalment en dos cossos: l'inferior, centrat per la porta principal d'arc escarser i emmarcat per quatre pilastres (dues a cada banda); el segon cos, amb un rosetó de vidres de colors, al centre. Té una pilastra al costat esquerre i dues al dret, sobre els quals o com a continuació, s'alça el campanar, de dos cossos i planta octogonal i cúpula bulbosa.